# Biały książę

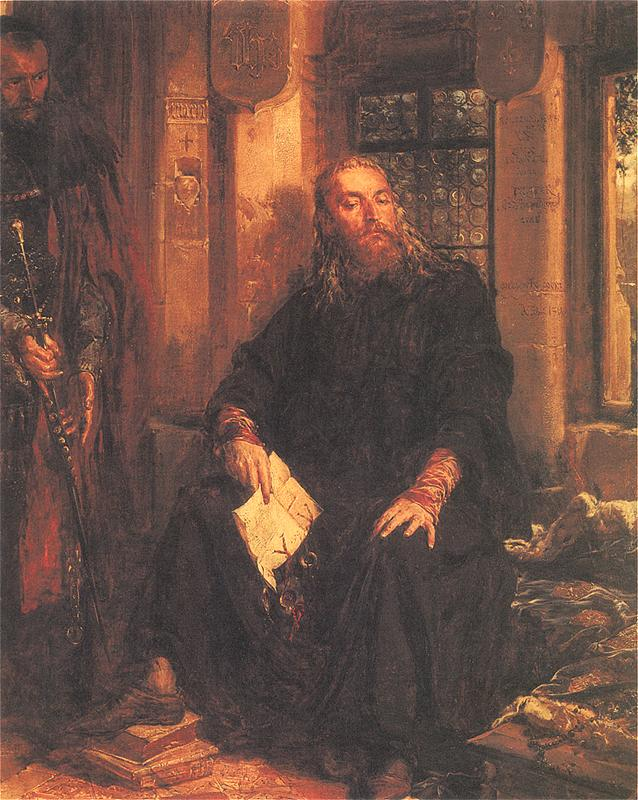
Władysław Biały w Dijon, przyjmujący posłów z Polski (mal. Jan Matejko, 1867)

Biały książę. Czasy Ludwika Węgierskiego – trzytomowa powieść historyczna Józefa Ignacego Kraszewskiego wydana po raz pierwszy w 1882 roku, należąca do cyklu Dzieje Polski.

## Treść
Akcja toczy się po śmierci Kazimierza Wielkiego, w czasach jego następcy – Ludwika Węgierskiego, za którego faktyczną władzę sprawują wielkorządcy (m.in. Elżbieta Łokietkówna). Przeciwko tym rządom tworzy się w Wielkopolsce opozycja, dla której powodem niezadowolenia jest faworyzowanie przez króla Małopolan i powierzanie im nie tylko funkcji publicznych w królestwie, lecz także w dzielnicy poznańskiej. Przeciwnicy postanawiają podjąć próbę detronizacji Ludwika i zastąpienia go jednym z książąt piastowskich.
Tytułowym bohaterem jest były książę gniewkowski Władysław Biały, który po sprzedaży swego księstwa wiedzie spokojny żywot zakonnika w klasztorze benedyktyńskim w Dijon, a którego zbuntowani Wielkopolanie chcą osadzić na tronie zamiast obcego im monarchy. Niestałość, lekkomyślność i warcholski charakter pretendenta sprawiają, że plan ten spełza na niczym. 
W powieści, w której brak konwencjonalnego wątku fabularnego, autor sugestywnie ukazał postać możnowładcy z cechami średniowiecznego awanturnictwa. Obok niego, jako stałe dramatis personæ umieścił barwne postacie wiernego sługi Buśka oraz energicznej Frydy Bodczanki. W burzliwe wydarzenia polityczne wpleciono słabiej nakreślony wątek miłosny w postaci stosunku łączącego księcia z Frydą – kobietą ambitną, inspirującą go do konsekwentnego działania i ostatecznie zawiedzioną słabością człowieka, który sprzeniewierzył się swej misji dziejowej.  